# Philhygra atypicalis

Philhygra atypicalis  (лат.) — вид коротконадкрылых жуков из подсемейства Aleocharinae. Канада.

## Распространение
Встречается в провинции Нью-Брансуик (Канада).

## Описание
Мелкие коротконадкрылые жуки, длина тела 3,2 мм. Основная окраска тёмно-коричневая (ноги светлее). Большинство взрослых особей этого вида были найдены в зрелом смешанном лесу (с преобладанием сосны и дуба Quercus rubra). Жуки были собраны из разлагающихся грибов-боровиков (Boletus). Взрослые были собраны в период с июля по август.
Вид был впервые описан в 2016 году канадскими энтомологами Яном Климашевским (Jan Klimaszewski; Laurentian Forestry Centre, Онтарио, Канада) и Реджинальдом Вебстером (Reginald P. Webster). Видовое название дано из-за нетипичной формы эдеагуса гениталий.